# شتاین (شلسویگ-هولشتاین)
شتاین (به آلمانی: Stein) یک شهر در آلمان است که در پلون واقع شده‌است. شتاین ۸۵۱ نفر جمعیت دارد.